# Sébastien Maté
Sébastien Maté (ur. 19 września 1972 w Mont-de-Marsan) – francuski piłkarz występujący na pozycji bramkarza. Reprezentant Francji w piłce plażowej, uczestnik Mistrzostw Świata 2008.
Jako zawodnik Amiens SC rozegrał jedno spotkanie w Ligue 2, poza tym występował w niższych ligach. Był zawodnikiem pierwszoligowego Olympique Marsylia, jednak nie wystąpił w jego barwach w żadnym meczu.